# Душан Савић (фудбалер, 1985)
Душан Савић (Лесковац, 1. октобар 1985) северномакедонски је фудбалер српског порекла који тренутно наступа за Дубочицу. Игра на позицији нападача.